# Paramo de Chingaza
Le paramo de Chingaza est un paramo situé en Colombie, dans les départements de Cundinamarca et Meta, à l'est de la ville de Bogota.

## Géographie

### Topographie
Le paramo de Chingaza est situé dans la cordillère Orientale des Andes, entre 3 150 et 3 980 mètres d'altitude. Il s'étend sur 64 500 ha dans 19 municipalités des départements de Cundinamarca et Meta.